# Bolesław Markowski (polityk)

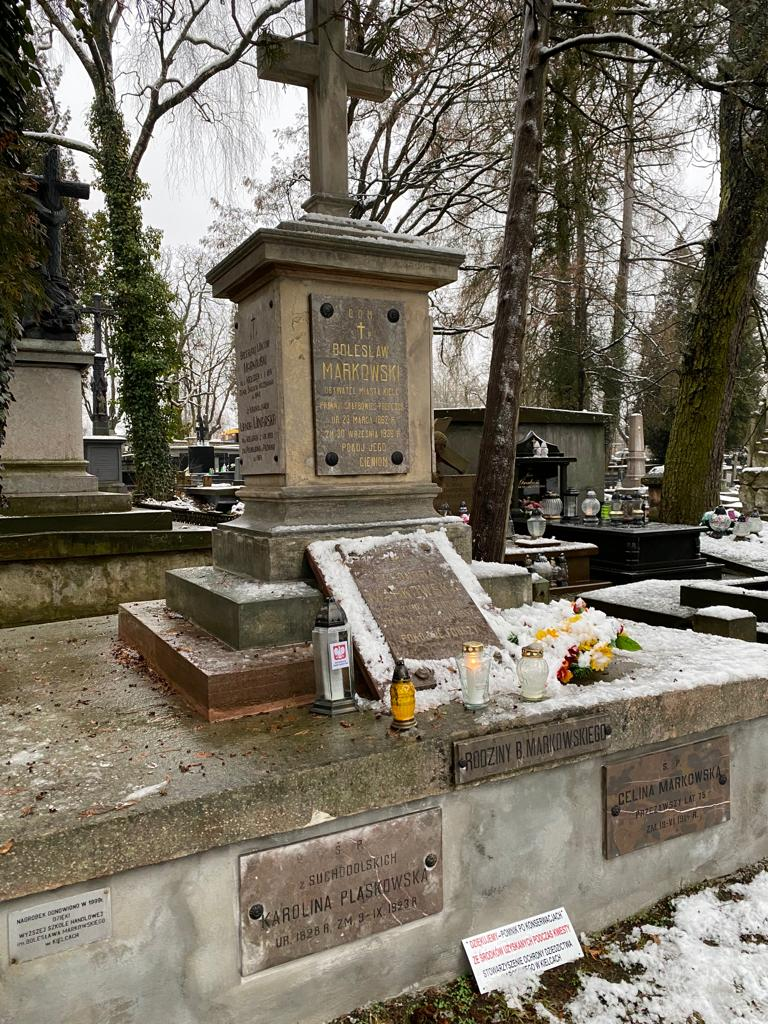
Grób Bolesława Markowskiego na cmentarzu Starym w Kielcach

Bolesław Markowski (ur. 23 marca 1862 w Zawichoście, zm. 30 września 1936 w Kielcach) – polski prawnik, ekonomista, polityk, uczony oraz działacz samorządowy II Rzeczypospolitej.

## Życiorys

### Wczesne lata
Był synem Wiktora, urzędnika administracji carskiej w guberni kieleckiej i historyka amatora, współpracownika Słownika geograficznego Królestwa Polskiego, oraz Celiny z Czernickich. Naukę rozpoczął w 1871 r. w szkole przygotowawczej. Następnie w 1881 r. ukończył Męskie Gimnazjum Rządowe w Kielcach. Po zdaniu matury, w latach 1882-1885 odbył studia na Wydziale Prawa Uniwersytetu Warszawskiego. We wrześniu 1885 r. podjął pracę zawodową, został p.o. sekretarza w prokuraturze Sądu Okręgowego w Kielcach. W 1897 r. został członkiem Komisji Podatkowej przy Kieleckiej Izbie Skarbowej, a w 1908 r. udzielał się w podkomisji finansów samorządowych mającej opracować zasady organizacji samorządu terytorialnego w Królestwie Polskim.
Markowski zaangażowany był także społecznie. Przyczynił się do założenia w 1903 r. Szkoły Handlowej w Kielcach, w której wykładał prawo handlowe. Ponadto działał na rzecz polszczenia szkół prywatnych w Królestwie Polskim. Działalność ta spotkała się z represjami i w 1906 r. został zwolniony ze stanowiska pisarza okręgowego.
W latach 1911–1918 pełnił funkcję dyrektora Kieleckiego Towarzystwa Wzajemnego Kredytu.

### Wielka Wojna
Podczas wojny stanął na czele Obywatelskiego Komitetu Pomocy. W latach 1916–1918 przewodniczył Radzie Miejskiej Kielc. W 1917 r. został członkiem Zarządu Związku Miast Królestwa Polskiego, a także Rady Stanu powołany przez Radę Regencyjną. Początkowo wszedł w skład biura organizacyjnego jej Departamentu Skarbu. Następnie przeszedł do Ministerstwa Skarbu rządu Jana Kucharzewskiego. Markowski zajmował się m.in. przygotowaniem projektu ustawy o finansach komunalnych. Ponadto wszedł w skład komisji, która miała przejąć od austriackich władz okupacyjnych administrację skarbową.
2 listopada 1918 r. wraz z Hermanem Wiesenbergiem, udał się do Lublina, aby przejąć urzędy skarbowe. Gdy dotarli na miejsce władz austriackich już nie było, więc Markowski zorganizował Wydział Lubelski MS w Warszawie.

### II Rzeczpospolita
Po odzyskaniu niepodległości, w 1919 r. został dyrektorem kieleckiego oddziału Polskiej Krajowej Kasy Pożyczkowej, a rok później zostając dyrektorem Izby Skarbowej w Kielcach. Następnie w 1921 r. został mianowany wiceministrem skarbu, pełnił tę funkcję do 1926 r. W ministerstwie zajmował się głównie kwestiami podatkowymi. Markowski dwukrotnie pełnił funkcję kierownika resortu. Pierwszy raz po dymisji ministra Jana Kantego Steczkowskiego w 1921 r. oraz po odejściu Zygmunta Jastrzębskiego w 1923 r.
Podczas pracy w ministerstwie zajmował się także działalność publikacyjną. Pod jego kierownictwem wydano Prace Przygotowawcze do Ustawodawstwa Skarbowego współautorskich, a on sam wydał np. Z dziedziny skarbowości polskiej uwagi i roztrząsania (1925).
Od 1921 r. był profesorem oraz kierownikiem katedry prawa skarbowego w Wyższej Szkole Handlowej w Warszawie. Piastował w niej urzędy prorektora i rektora. Po przejściu na emeryturę w 1931 roku wrócił do Kielc, gdzie aktywnie uczestniczył w życiu społecznym, między innymi jako prezes Polskiego Towarzystwa Krajoznawczego, Towarzystwa Cyklistów i Towarzystwa Opiekuńczego Szpitala dla Dzieci.
Zmarł 30 września 1936 r. Został pochowany został na cmentarzu Starym w Kielcach, kwatera 5-A.
W 2022 roku z inicjatywy premiera Mateusza Morawieckiego grób Markowskiego został odrestaurowany. Cały projekt został zrealizowany przez Stowarzyszenie Ochrony Dziedzictwa Narodowego w Kielcach we współpracy z Kancelarią Prezesa Rady Ministrów.

## Życie prywatne
Był żonaty z Eleonorą Piaskowską, z którą miał syna i córkę.

## Upamiętnienie
- Patron Wyższej Szkoły Handlowej w Kielcach
- Jego imię nosi także jedna z kieleckich ulic

## Odznaczenia
- Krzyż Komandorski z Gwiazdą Orderu Odrodzenia Polski (2 maja 1924)[4][5]
- Order Odrodzenia Polski klasy III – w uznaniu zasług, położonych dla Rzeczypospolitej Polskiej przy organizacji władz skarbowych (29 grudnia 1921)[6][7]